# نجوى الكبيسي
نجوى الكبيسي (30 يوليو 1983 -)، ممثلة قطرية.

## المسيرة الفنية
بدأت التمثيل عام 2006 في مسلسل جنون الليل ثم واصلت مشوارها الفني بالعمل في دول الخليج، كانت تمثل بلدها من جهة الأم قطر في الألعاب الألومبية خلال عام 2003 لكنها ابتعدت عنها بسبب أنشغالها بالتمثيل. وكان آخر أعمالها مسلسل «لو أني أعرف خاتمتي» في عام 2015.

## الحياة الشخصية
ولدت من أب بحريني وأم قطرية، في عام 2014 أعلنت عن زواجها من شيخ خليجي ذو منصب مرموق. في عام 2015 أعلنت اعتزالها الفن مرجعة قرارها إلى أسباب شخصية.

## أعمالها
| سنه الإنتاج | اسم المسلسل                        | بمشاركة |
| ----------- | ---------------------------------- | --- |
| 2006        | جنون الليل                         | بدرية أحمد، سعيد قريش، فاطمة عبد الرحيم، خالد البريكي،غازي حسين                                                        |
| 2006        | قيود الزمن                         | هيفاء حسين، لطيفة المجرن، عبد الله عبد العزيز، أحمد إيراج                                                              |
| 2007        | نعم ولا                            | عبد العزيز جاسم، سلمى سالم، هبة الدري، محمد الحجي، ابتسام العطاوي، هدية سعيد                                           |
| 2007        | المقاريد                           | جابر نغموش، عبد العزيز جاسم، عائشة عبد الرحمن، سعيد المناعي                                                            |
| 2008        | ظل الياسمين                        | إبراهيم الصلال، شهد الياسين، فاطمة عبد الرحيم، محمد الحجي، ابتسام العطاوي                                              |
| 2009        | إلى متى                            | زهرة عرفات، عبد الله عبد العزيز، ليلى السلمان، ناصر محمد، شيماء سبت                                                    |
| 2009        | قلوب للإيجار                       | عبد العزيز جاسم، غازي حسين، باسمة حمادة، عبد الله عبد العزيز، هبة الدري , فاطمة الحوسني، ابتسام العطاوي، عبد الله بهمن |
| 2009        | ليلى جزئين، الجزء الثاني بعام 2010 | إبراهيم الزدجالي، هيفاء حسين، لطيفة المجرن، محمد ياسين، بدرية أحمد، إبراهيم الحساوي، ملاك                              |
| 2009        | العودة إلى الحياة                  | حسين المنصور، فاطمة الحوسني، خالد الحربي، أحمد راتب                                                                    |
| 2010        | تصانيف                             | غانم السليطي، عبد العزيز الجاسم، هدية سعيد                                                                             |
| 2010        | أميمة في دار الأيتام               | هدى حسين، طيف، إلهام الفضالة، لمياء طارق، بثينة الرئيسي، شجون الهاجري، فاطمة الصفي، ملاك الكويتية                      |
| 2010        | خيوط ملونة                         | أسمهان توفيق، عبد العزيز جاسم، زهرة عرفات، هبة الدري، ناصر محمد، مروة محمد                                             |
| 2011        | بنات الثانوية                      | عبد الإمام عبد الله، انتصار الشراح، أحلام حسن، فاطمة الحوسني، شهد، ابتسام العطاوي، عبد الله بوشهري                     |
| 2011        | علمني كيف أنساك                    | هدى حسين، خالد أمين، إلهام الفضالة، أسمهان توفيق                                                                       |
| 2012        | بين الماضي والحب                   | شهد الياسين، حمد العماني، جاسم النبهان، إبراهيم الحربي، عبد الإمام عبد الله، لطيفة المجرن                              |
| 2012        | بو دروش                            | محمد جابر، عبد الناصر درويش، علي الغرير، ياسة                                                                          |
| 2012        | ملحق بنات                          | بدرية أحمد، هيفاء حسين، ميسون الرويلي، ألماس، وئام الدحماني                                                            |
| 2013        | السلطانة                           | ليلى السلمان، إبراهيم الحربي، علي السبع، أميرة محمد                                                                    |
| 2013        | توالي الليل                        | سعد الفرج، أسمهان توفيق، إبراهيم الحساوي، حمد العماني، نور                                                             |
| 2014        | حب في الأربعين                     | خالد أمين، شيلاء سبت، نور (ممثلة كويتية)، فرح الصراف، فهد باسم، ميس حمدان                                              |
| 2014        | كعب عالي                           | محمد جابر، عبد العزيز الحداد، مرام، عبد الله التركماني,يوسف البلوشي، حمد أشكناني، ريم ارحمة                            |
| 2014        | سراي البيت                         | سميرة أحمد، هيفاء حسين، مشاري البلام، فوز الشطي,شيلاء سبت، عبد الله بهمن                                               |
| 2014        | حب ولكن                            | خالد أمين، شيلاء سبت، لطيفة المجرن، زهرة الخرجي,أحمد الجسمي، هدية سعيد، فاطمة عبد الرحيم                               |
| 2015        | لو اني اعرف خاتمتي                 | هيفاء حسين، عبد المحسن النمر، ملاك ,غازي حسين,هدى الخطيب                                                               |

### المسرحيات
| سنه الإنتاج | اسم المسرحية             | بمشاركة                                     |
| ----------- | ------------------------ | ------------------------------------------- |
| 2006        | رحلة إلى الكنز           | شيماء سبت، سالم المنصوري                    |
| 2007        | عنبر و11 سبتمبر عروض قطر | غانم السليطي، صلاح الملا، يلدا، ماجدة سلطان |
| 2012        | الجميلة والوحش           | أسيل عمران، فوز الشطي                       |

## روابط خارجية
- نجوى الكبيسي على موقع قاعدة بيانات الأفلام العربية